# Resolução 214 do Conselho de Segurança das Nações Unidas
A Resolução 214 do Conselho de Segurança das Nações Unidas aprovada em 27 de setembro de 1965, após manifestar preocupação pelo fato de que o cessar-fogo preconizado nas resoluções 209, 210 e 211 (e concordado pela Índia e pelo Paquistão) não estava em vigor, o Conselho exigiu que as partes honrassem seu compromisso de cessar-fogo e retirar todo o pessoal armado.